# Phomopsis rosae
Phomopsis rosae är en svampart som först beskrevs av Stephan Schulzer von Müggenburg och Pier Andrea Saccardo som Phoma rosae 1884, och fördes till Phomopsis av Hermann Diedicke 1911. Phomopsis rosae ingår i släktet Phomopsis och familjen Diaporthaceae.